# Mary Lizzie Macomber
Mary Lizzie Macomber, född 21 augusti 1861, död 4 februari 1916, var en amerikansk konstnär. Hennes konstnärskap associeras med prerafaeliternas stilart.
Macomber finns bland annat representerad vid Museum of Fine Arts i Boston.

## Verk

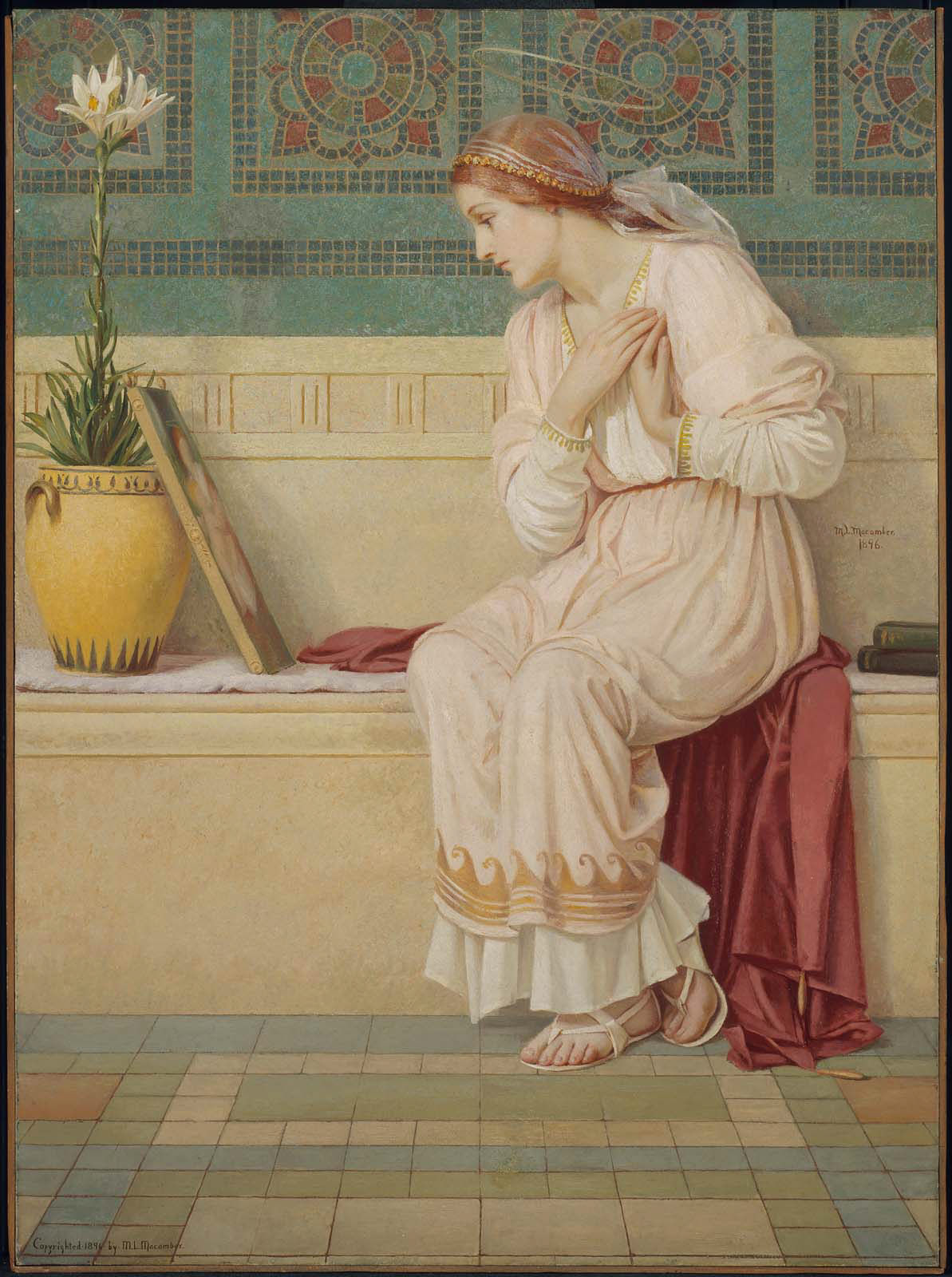
Saint Catherine (1896)
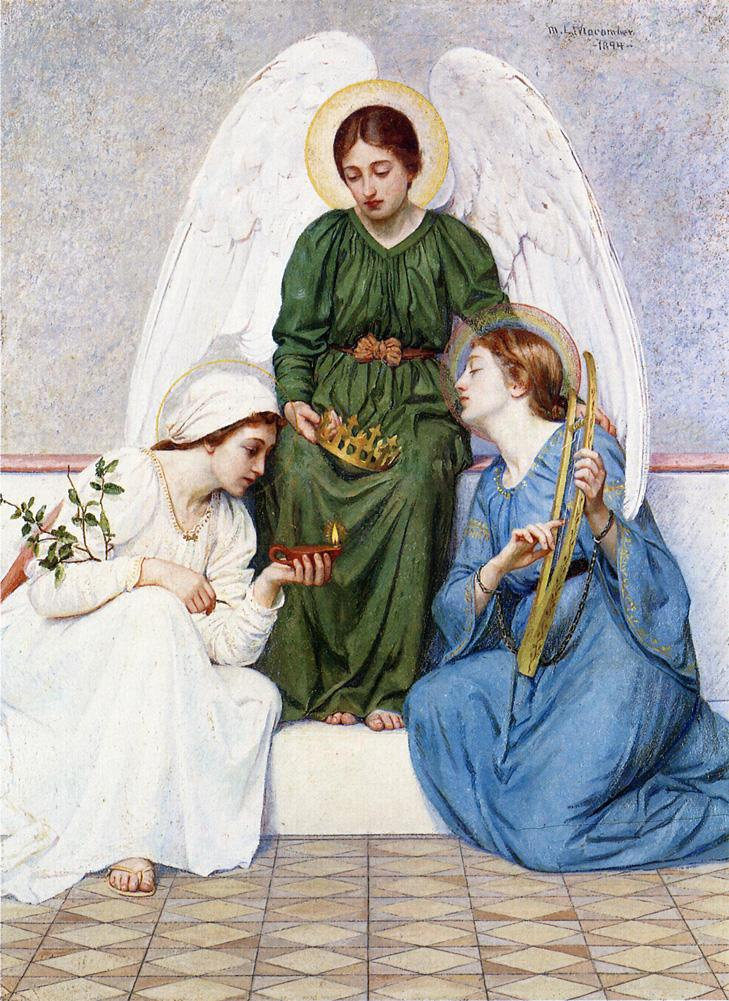
Faith, Hope, and Love